# Guy Code
Guy Code ist eine US-amerikanische Fernsehserie, die erstmals am 15. November 2011 auf MTV ausgestrahlt wurde. In der Sendung wird der sogenannte Guy Code, ungeschriebene Gesetze, wie sich Männer verhalten sollten, thematisiert. Die Serie umfasst 5 Staffeln, die letzte Folge lief am 25. März 2015 in den USA.

## Hintergrund
Die Idee zur Serie hatte der junge Drehbuchautor Ryan Ling, nachdem ein Freund einige Zeit bei ihm gewohnt hatte.
MTV2 produzierte für 15 000 Dollar eine Pilotfolge und schickte diese anschließend in Serie.
In der Serie treten mehrere Sänger, Schauspieler und Komiker, neben ein paar einzelnen Männern, auf und geben Tipps, wie sich junge Männer ihrer Meinung nach verhalten sollten. Häufige Themen sind dabei der Umgang mit Mädchen und Freunden.
Seit 2013 gibt es das weibliche Pendant Girl Code.
2013 lief der nach einer Staffel eingestellte Ableger Guy Court, in dem sich Männer vor einem (fiktiven) Gericht für eine Verletzung des Guy Code verantworten müssen.
In Deutschland wird die Serie Guy Code auf dem kostenpflichtigen Sender MTV Germany ausgestrahlt. Im frei empfangbaren Fernsehen wurde die Sendung zunächst auf VIVA Deutschland, seit 2016 auch auf dem Schwesterprogramm Nickelodeon in dessen Programmfenster Nicknight.

## Mitwirkende
In der Serie sind mehrere Prominente zu sehen, die gewöhnlich vor einem Greenscreen sprechen:
Regulär
- Andrew Schulz
- April Rose
- Ariel Meredith (seit Staffel 4)
- Akaash Singh (seit Staffel 5)
- Christopher Boykin alias Big Black (Staffel 1–2)
- Charlamagne Tha God
- Chris Distefano (seit Staffel 2)
- Fahim Anwar (seit Staffel 5)
- Damien Lemon
- Donnell Rawlings
- Sami El Kassmi (seit Staffel 5)
- Jermaine Fowler (seit Staffel 3)
- Jordan Carlos
- Kevin Barnett (seit Staffel 3)
- Lil Duval
- Jon Gabrus
- Lisa Ramos (seit Staffel 2)
- Melanie Iglesias
- Pete Davidson (Staffel 3–4)
- Tiffany Luu (Staffel 3)
- Timothy DeLaGhetto (seit Staffel 5)
- Alesha Renee (Staffel 1–2)
- Julian McCullough
- Dan St. Germain (Staffel 1)
- Vinny Guadagnino (Staffel 1–2)
- The Kid Mero (seit Staffel 5)
- Desus (seit Staffel 5)

Gaststars
- Kevin Hart[4]
- Young Jeezy
- 2 Chainz
- CeeLo Green
- The Game
- Mac Miller
- Pusha T
- Swizz Beatz
- Joe Budden
- Wiz Khalifa
- Nelly
- Kendrick Lamar